# قناة نون الفضائية
قناة نون الفضائية هي قناة تلفزيونية أردنية موجهة للأطفال، ومتخصصة في إنتاج الأناشيد الإسلامية، تأسست عام 2013. تقدم مزيجاً من البرامج التعليمية والترفيهية الهادفة. بدأت قناة نون بثها التجريبي في 12 يناير 2013، وتقوم القناة بعرض الرسوم المتحركة القديمة والجديدة.
بالإضافة إلى ذلك، تعرض نون كليبات للأطفال من إنتاجها، وتقدم أيضًا العديد من الفقرات والمسابقات. تبث قناة نون للأطفال على مدار الساعة (24 ساعة يوميًّا، 7 أيام في الأسبوع) عبر القمر الصناعي نايل سات.

## وصلات خارجية
- موقع قناة نون الرسمي نسخة محفوظة 3 ديسمبر 2013 على موقع واي باك مشين..